# ATO Records
La According to Our Records (meglio conosciuta come ATO Records) è un'etichetta discografica fondata all'inizio del 2000 con sede a New York. L'etichetta è nata come una divisione della RCA Records ma dal 2007 distribuisce attraverso la RED Distribution dopo avere rotto con Sony e RCA.

## Artisti attuali
ATO Records
- 331
- A Band of Bees
- Alabama Shakes
- Alberta Cross
- Allen Stone
- Bobby Long
- Caitlin Rose
- Carl Broemel
- Danny Barnes
- Dawes
- Drive-By Truckers
- Everest
- Fiction Family
- Gomez
- Hey Rosetta!
- John Butler Trio
- Jovanotti
- Lindsay Fuller
- Lisa Hannigan
- Lucero
- Jem
- My Morning Jacket
- Mariachi El Bronx
- Old Crow Medicine Show
- Patty Griffin
- Primus
- Rayland Baxter
- Rodrigo y Gabriela
- SOJA
- Stars
- Umphrey's McGee
- Widespread Panic
- Vusi Mahlasela
- Yim Yames
- Trey Anastasio
- Two Gallants

TBD Records
- 22-20s
- Autolux
- Hatcham Social
- Other Lives
- Port O'Brien
- Radiohead
- White Rabbits
- WATERS

## Ex artisti
- Ben Kweller
- Brendan Benson
- Chris Whitley
- Crowded House
- David Gray
- The Fireman
- Gov't Mule
- Liz Phair
- North Mississippi Allstars
- Orbital
- Mike Doughty
- Signal Hill Transmission
- Warren Haynes
- The Whigs